# فرفره مندراس

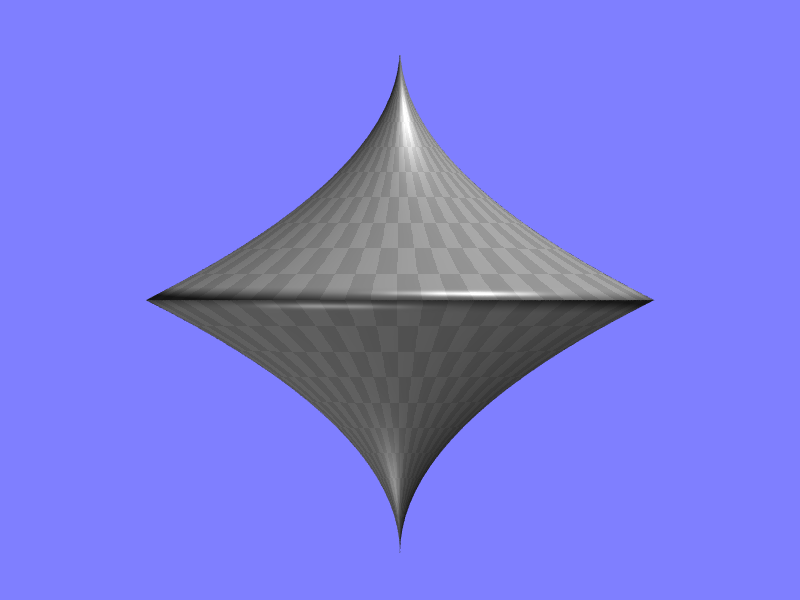
شکل بالا که توسط مندراس برای بیان مفهوم متوسط استفاده می‌شود.

فرفره مندراس (به فرانسوی: Toupie de Mendras) یا صفحه چرخشی مندراس یا چرخان مندراس یک تصویر  مدل‌سازی از مفهوم متوسط است که توسط هانری مندراس (۱۶ مه ۱۹۲۷–۵ نوامبر ۲۰۰۳) جامعه‌شناس فرانسوی ارائه و توضیح داده شده‌است.

## تاریخچه
الکسیس دو توکویل (۲۹ ژوئیه ۱۸۰۵–۱۶ آوریل ۱۸۵۹) اندیشمند فرانسوی باورمند است: «متوسط» یک جامعه را می‌توان به عنوان فرایند ایجاد یک طبقه متوسط گسترده برای کاهش موقعیت‌های افراطی در قشربندی اجتماعی و گرد هم آوردن مدها و استانداردهای زندگی تعریف کرد. توکویل بدون شک اولین کسی است که با نسبت دادن افزایش یک همنوایی معینی در دموکراسی به عنوان مثال با محکوم کردن عدم استقلال اندیشه و آزادی بیان در آمریکا، فرایند میانگین‌گیری را درک کرد،

## معرفی
بر مبنای شکلی از فرفره، این مدل‌سازی بر اساس قیاس با  کیهان‌شناسی است: فرفره یا چرخان، جامعه را به عنوان یک کل نشان می‌دهد که از صورت فلکی گروه‌های اجتماعی مختلف تشکیل شده‌است.
مرکز صورت فلکی مهم‌ترین عنصر است، از اینرو از تصویر «فرفره» استفاده می‌شود.
صورت فلکی مرکزی بر گروه‌های ثانویه مانند «صورت فلکی نخبگان» یا «صورت فلکی فقرا» نیز تأثیر می‌گذارد.
بنابراین، تقسیم‌بندی‌های اجتماعی خاص را کاهش می‌دهد و به یکسان‌سازی رفتار تمایل دارد.
همین‌طور، «فرفره مندراس» تصویری از مفهوم متوسط، بلکه از انعطاف‌پذیری خاصی از قشربندی اجتماعی است: می‌توان از یک صورت فلکی به صورت فلکی دیگر «تغییر» کرد که به این تحرک اجتماعی می‌گویند.

## مفهوم میانگین
این روند نتیجه کاهش تفاوت‌های اقتصادی - اجتماعی بین افراد و همچنین یکسان‌سازی رفتارهای مربوط به آداب و رسوم و سبک زندگی و در نهایت و بالاتر از همه افزایش مقوله‌های متوسط به عنوان مقوله اجتماعی-حرفه‌ای خواهد بود.

## میانگین‌گیری و تصویرسازی
وسیع‌ترین دور «فرفره مندرس» بیانگر گرایش به همگن‌سازی و در هر صورت، مکان بزرگی است که به دسته‌های میانی واگذار شده‌است و بر همین اساس، میانگین‌گیری را ترویج می‌کند.

## متوسط و طبقه اجتماعی
مندراس بر اساس یک بینش کیهان‌شناختی از جامعه، هر گروه اجتماعی را یک صورت فلکی می‌بیند. عبور از یک صورت فلکی به صورت فلکی دیگر آسان‌تر به نظر می‌رسد. علاوه بر این، آگاهی از تعلق مانند گذشته آشکار به نظر نمی‌رسد؛ بنابراین به نظر می‌رسد میانگین‌گیری در بینش کیهان‌شناختی گسست از رویکرد طبقه اجتماعی به معنای مارکسیست باشد.

## میانگین و دیدگاه تاریخی
در گذشته و در جریان جنگ جهانی دوم، میانگین‌گیری سبب ناپدید شدن رانت‌خواران در کشورهای توسعه‌یافته مورد پسند قرار گرفت. این جنبش در دوران سی با شکوه ادامه یافت، زمانی که افزایش عمومی سطح زندگی تا حدی نابرابری‌های اجتماعی را از بین برد.
برچسب‌ها: نخبه، صورت فلکی مرکزی، متعدد، صورت فلکی محبوب، مستقل، فقر